# Organización Saefkow-Jacob-Bästlein
La Organización Saefkow-Jacob-Bästlein fue un movimiento de resistencia clandestino alemán que actuó durante la Segunda Guerra Mundial, que publicó la revista ilegal Die Innere Front ("El frente interno").
En la década de 1940, el Partido Comunista de Alemania, con el apoyo de la Unión Soviética, trató de trabajar en la clandestinidad para construir un "liderazgo operativo". Fue particularmente activo entre 1943 y 1944, así como uno de los grupos más grandes de resistencia alemana contra el estado nacionalsocialista. Su eje estaba en Berlín. Muchos de sus miembros fueron arrestados por la Gestapo en 1944 y posteriormente asesinados.

## La organización y sus objetivos

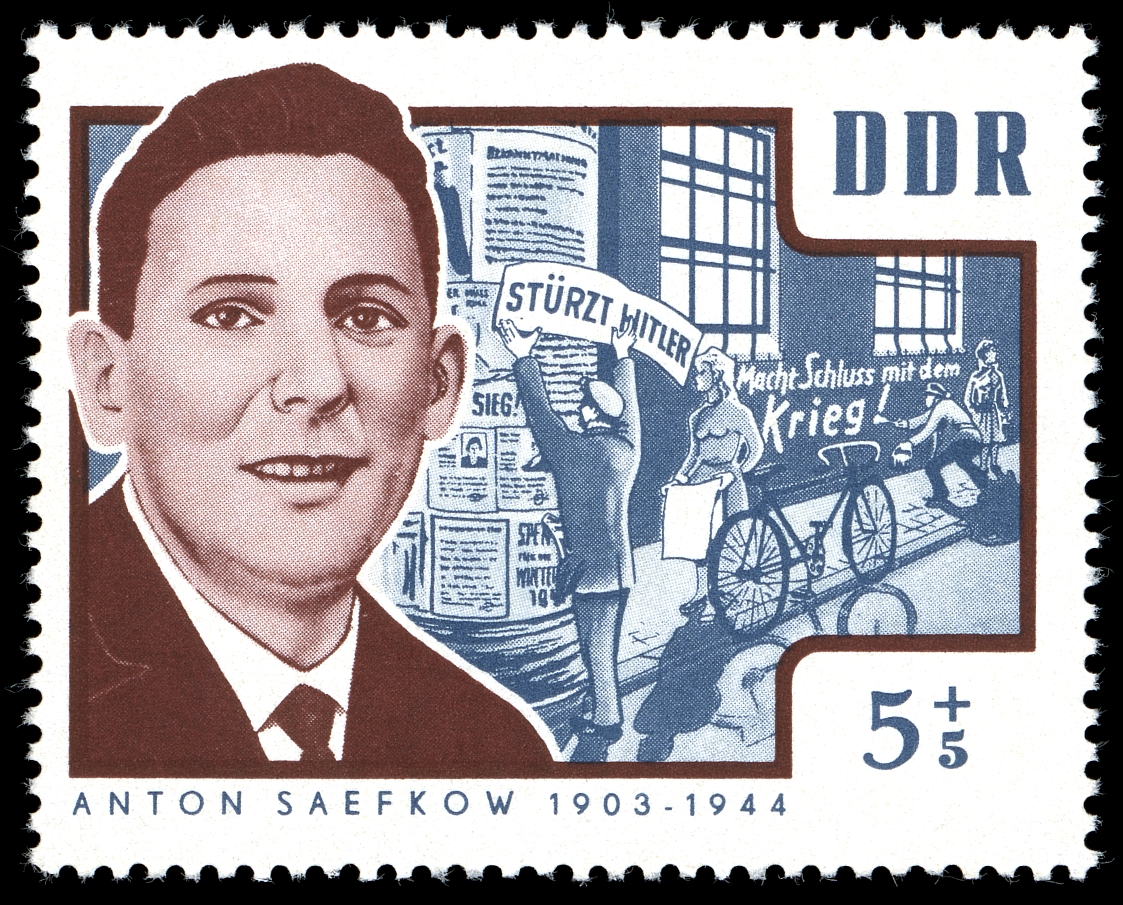
Sello semipostal de Anton Saefkow de la RDA, 1964

En 1939, tras su liberación, el miembro del Partido Comunista Anton Saefkow reanudó su trabajo de agitación clandestino. Después del arresto de los miembros del Grupo de Robert Uhrig en febrero de 1942 y del grupo alrededor de Wilhelm Guddorf y John Sieg en otoño de 1942, Saefkow y Franz Jacob, quienes habían huido de Hamburgo a Berlín después de una ola de arrestos, comenzaron a construir una nueva red de resistencia de células ilegales en las fábricas de Berlín.
Un ataque aéreo a la prisión de Plötzensee en Berlín hizo posible que Bernhard Bästlein escapara en enero de 1944. Se topó con Jacob por casualidad, luego de lo cual se unió a ellos para formar la Organización Saefkow-Jacob-Bästlein.  Esta organización se convertiría en uno de los grupos de resistencia más grandes de Alemania. Se enfocarían en difundir información obtenida de periódicos extranjeros y de transmisiones de radio de Moscú.

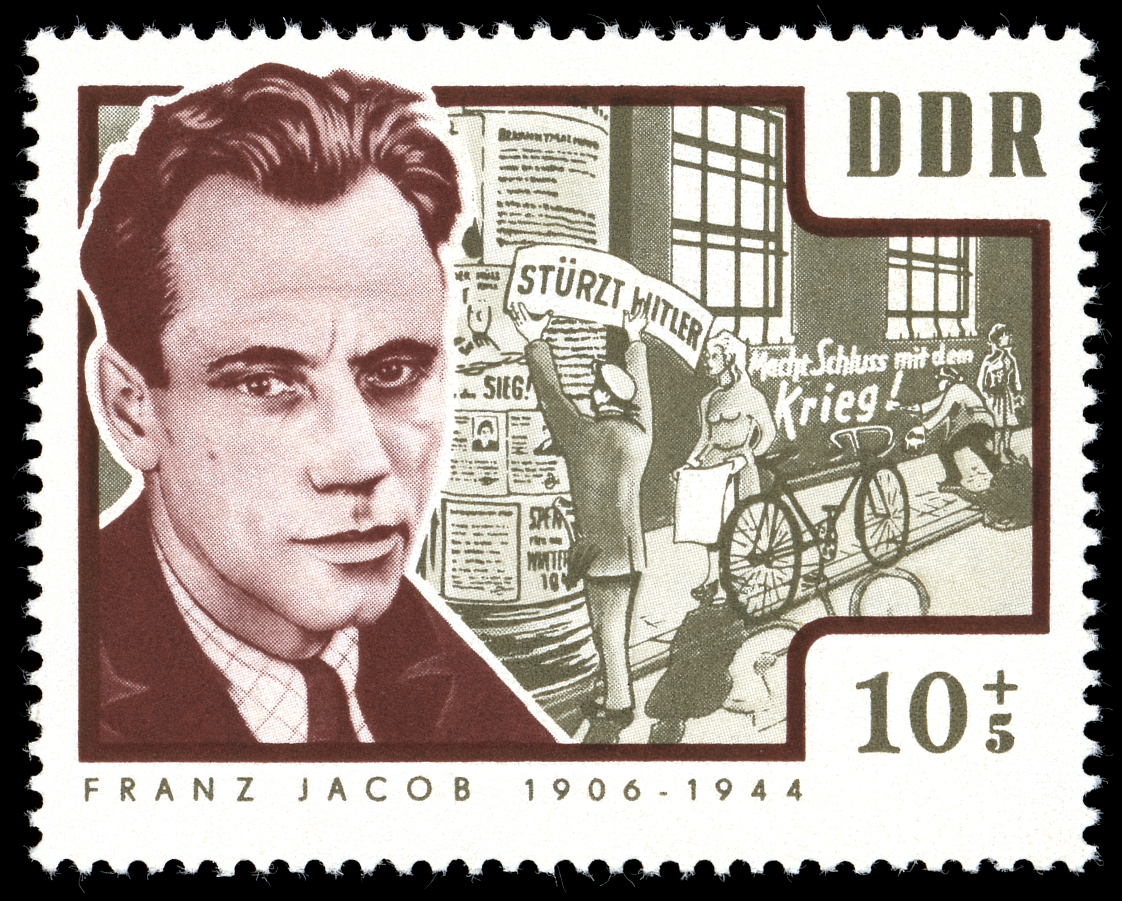
Sello semipostal de Franz Jacob de la RDA, 1964

También organizaron el Bewegung Freies Deutschland (Movimiento de Alemania Libre) para trabajar con personas en fábricas, unidades militares, partidos de la oposición y otros, hasta llegar a varios cientos de personas. En su publicación, Am Beginn der letzten Phase des Krieges ("Al comienzo de la última fase de la guerra"), Jacob escribió que para poner fin a la guerra y derrocar al dictador fascista, los comunistas deberían concentrar todas sus fuerzas en el desarrollo de una amplia Frente nacional compuesto por todos los grupos que se oponen al fascismo.

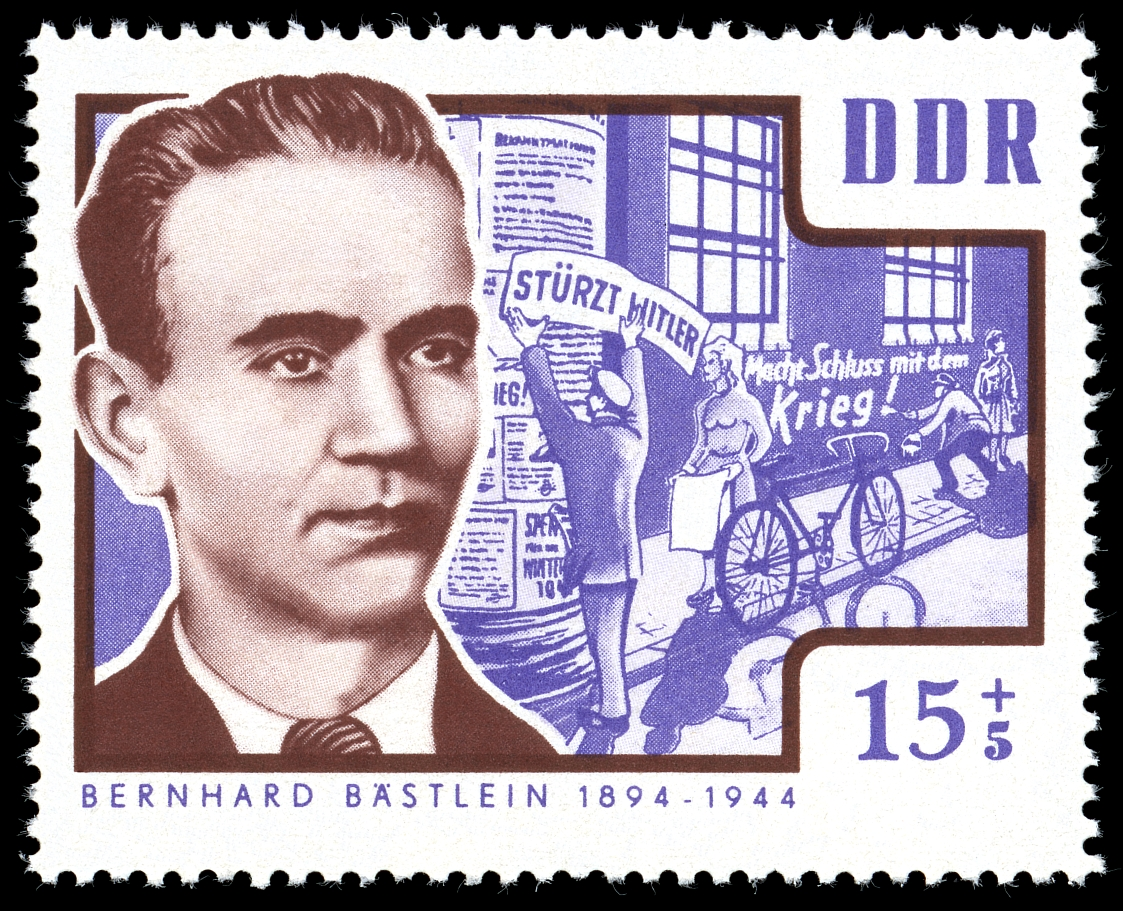
Sello semipostal de Bernhard Bästlein de la RDA, 1964

El objetivo era dar a la resistencia dividida un liderazgo central. Junto con Bästlein y Jacob, Saefkow formó el jefe de la organización, más tarde también conocido como "Liderazgo Operativo del Partido Comunista en Alemania". Hubo fuertes vínculos con otros grupos de resistencia en muchas de las ciudades alemanas más grandes, como Magdeburgo, Leipzig, Dresde y Hamburgo. El plan era construir un frente unido, con círculos antifascistas de los socialdemócratas y la clase media, que derrocarían a Adolf Hitler a través del sabotaje y otros actos. Los 500 miembros del grupo Saefkow-Jacob-Bästlein, uno de los mayores grupos de resistencia en Alemania, incluían no solo a los trabajadores, sino también a los médicos, maestros, ingenieros y artistas. Alrededor de un cuarto de los miembros eran mujeres. El grupo de fábrica más grande de la organización estaba en Teves, un fabricante de máquinas y herramientas, con aproximadamente 40 miembros (un porcentaje muy pequeño de sus aproximadamente 2,400 empleados). Una placa allí ahora honra su memoria. (Ver foto abajo).
Tras una traición en 1944, más de 280 miembros de la organización fueron arrestados. De ese número, 104 perecieron en campos de concentración o fueron ejecutados por los nazis.

## Traición y arresto
En abril de 1944, los socialdemócratas Adolf Reichwein y Julius Leber, que eran miembros del Círculo de Kreisau, se pusieron en contacto con Saefkow y Jacob para hablar sobre la incorporación de su organización comunista a la conspiración del complot del 20 de julio para asesinar a Adolf Hitler. Esto se hizo con el conocimiento y acuerdo de Claus von Stauffenberg. Hubo una reunión con Reichwein y Leber el 22 de junio de 1944 en el departamento del Dr. Rudolf Schmid. Jacob y Leber, que habían estado juntos en el campo de concentración de Sachsenhausen y se habían formado una buena confianza entre ellos, y luego se reunieron de nuevo, por separado. Según el historiador Peter Steinbach, sabían que esta resistencia militar era un esfuerzo sin una base amplia de apoyo y que, como líderes del Partido Socialdemócrata de Alemania (SPD) y el KPD, así como los sindicatos, tenían los contactos para Convierta este acto de resistencia sin amplio apoyo en un acto de resistencia con apoyo.
Se planificó una reunión adicional para el 4 de julio de 1944 para discutir medidas concretas. Sin embargo, fueron denunciados por un informante y, cuando Jacob, Saefkow y Reichwein llegaron al lugar designado, la Gestapo los arrestó a todos. Leber fue arrestado unos días después. Bästlein ya había sido arrestado de nuevo previamente, el 30 de mayo de 1944. Saefkow, Jacob y Bästlein fueron condenados a muerte por el Volksgerichtshof el 5 de septiembre de 1944 y ejecutados el 18 de septiembre de 1944, en la prisión de Brandenburg-Görden.

## Familias sin padre
Saefkow dejó una esposa y dos hijas. Poco antes de su muerte, le escribió a su esposa Änne (1902-1962): "A través de esta carta, quiero agradecerte, mi camarada, la grandeza y la belleza que me has dado en nuestra vida en común... No ha sido hasta hoy, escribiendo estas líneas, pensando en todos vosotros, que mis ojos se han visto húmedos desde la sentencia. Porque el dolor, que podría desgarrarme, refrena la razón. Ya sabes, soy un hombre combativo y moriré valientemente. Solo quise siempre el bien... "
Una de las hijas de Saefkow, la doctora Bärbel Schindler-Saefkow (nacida en 1943) es historiadora y fue honrada en octubre de 2020 con la Medalla al Mérito del Estado de Brandeburgo.
Jacob dejó una esposa, Katharina Jacob, una hijastra, Ursel Hochmuth (1931-2014) y una hija, Ilse (nacida en 1942). Jacob vio a Ilse solo una vez, cuando Katharina hizo un viaje con sus hijos y se detuvieron en Berlín, quedándose en secreto con su esposo durante una noche. La doctora Ursel Hochmuth investigó a lo largo de su vida la resistencia alemana al nazismo y, al igual que la doctora Schindler-Saefkow, dejó escritos varios libros sobre el tema.

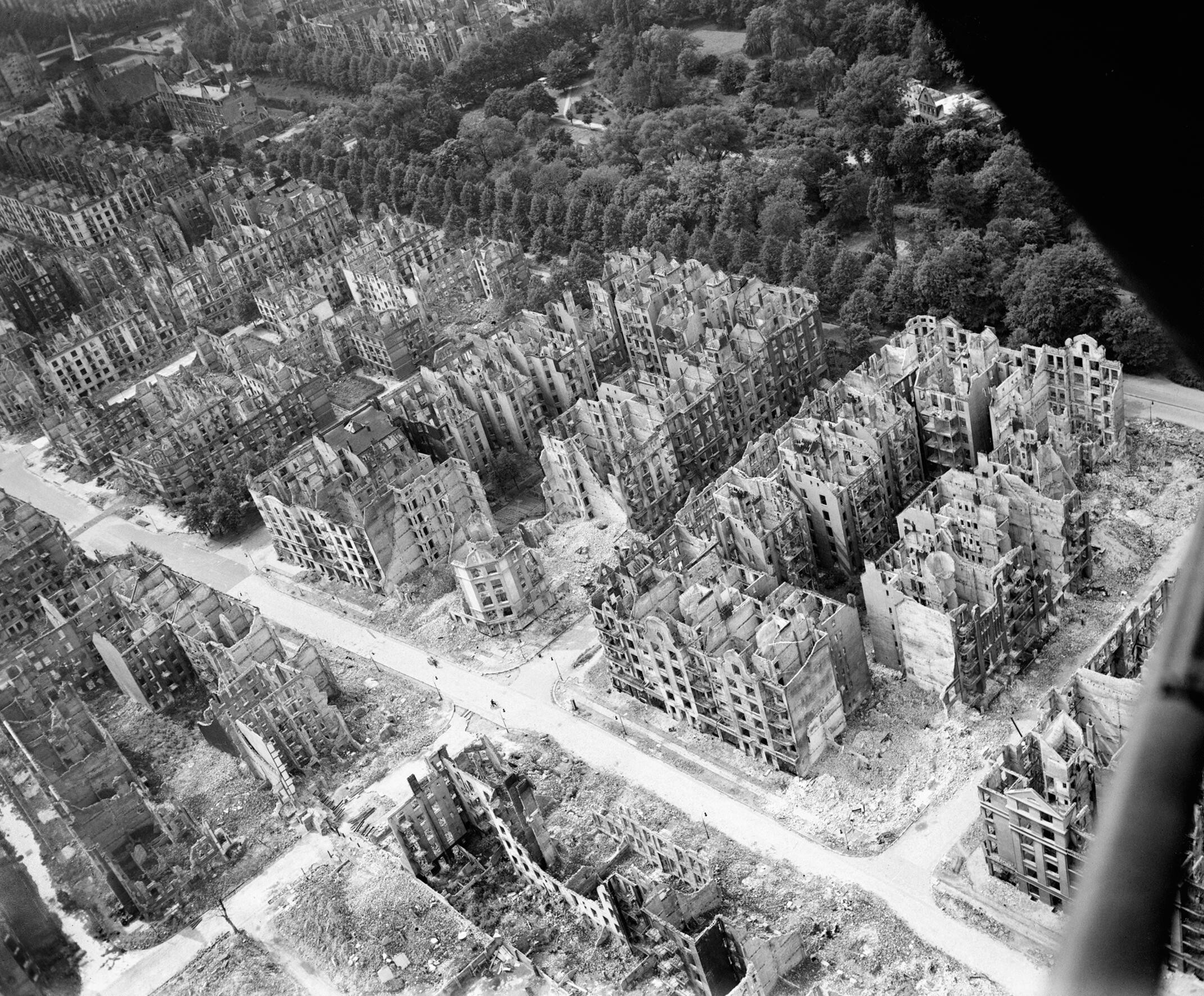
Foto aérea de Hamburgo tras los bombardeos de 1943

Bästlein dejó una esposa, Johanna Bästlein y un hijo, Bernt Henry Jürgen (nacido en 1932). Su esposa también era comunista y sufrió dificultades. Tras la llegada al poder de los nazis en 1933, tuvieron que abandonar su hogar durante dos años. Johanna almacenó las pertenencias de su marido cuando este fue arrestado, pero nunca las llegaría a recuperar posteriormente. Ella y su hijo se mudaron a Hamburgo, donde vivirían de la asistencia social hasta 1938, siéndosela denegada posteriormente. A partir de entonces, se ganaría la vida como costurera. En 1943, Hamburgo fue objeto de graves bombardeos. Johanna y su hijo perderían su hogar en uno de estos bombardeos en el mes de julio, tras lo que vivirían un tiempo en un primitivo cenador. Fue arrestada dos veces, pero fue puesta en libertad en ambos momentos por falta de pruebas. No se enteraría de la ejecución de su esposo hasta el 30 de septiembre de 1944, prohibiéndole los nazis publicar un obituario.

## Memoriales

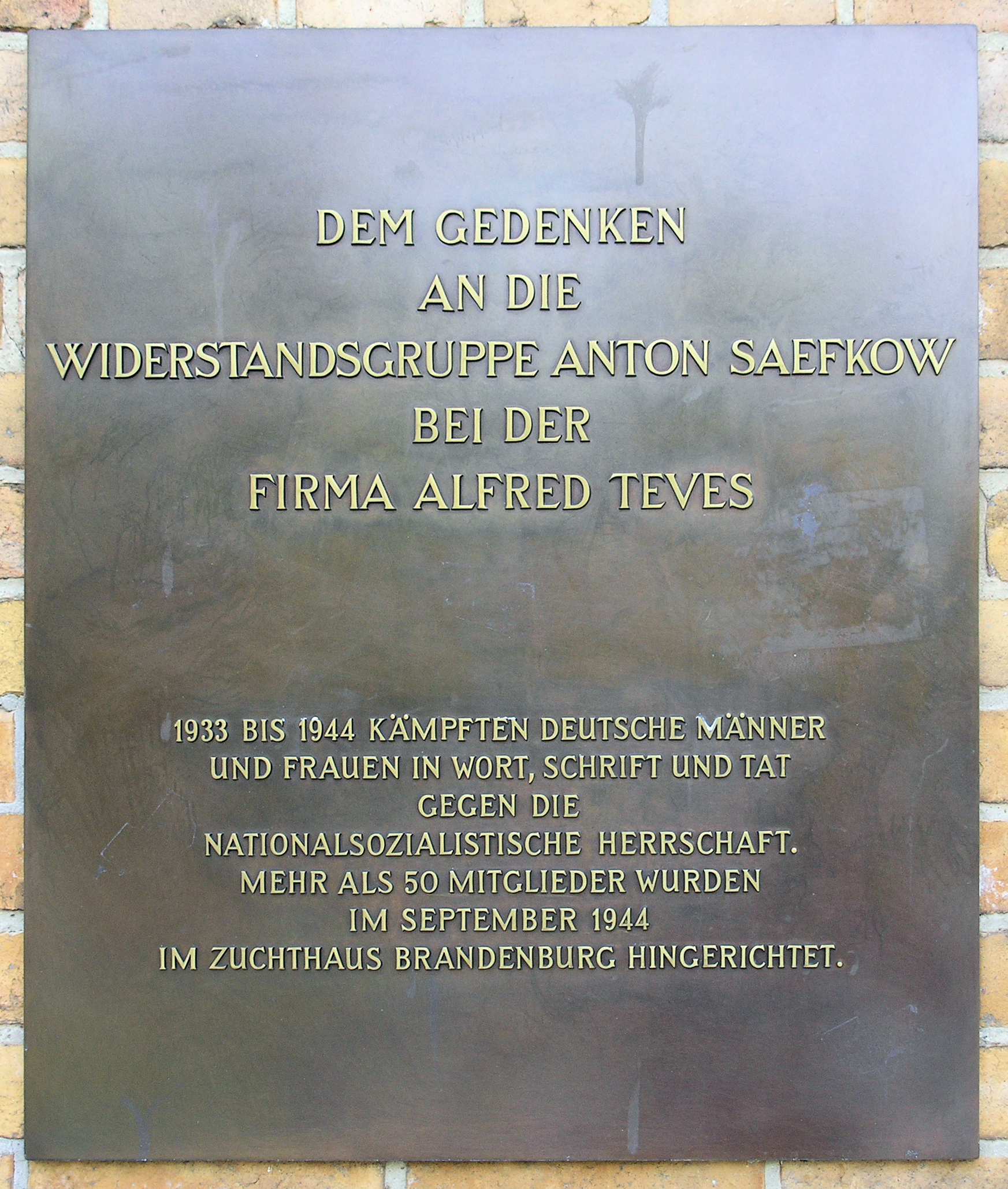
Placa memorial de la organización Saefkow-Jacob-Bästlein en Berlín

La República Democrática Alemana (RDA) emitió sellos conmemorativos de los líderes de la organización en 1964, en el vigésimo aniversario de la muerte de Saefkow, Jacob y Bästlein.
Existe una placa en Berlín, en el número 14 de la Hermsdorfer Straße (ilustrada en la imagen de la derecha), que honra el trabajo de Saefkow y de los que trabajaron con él en la Resistencia al nazismo. La placa reza: "En memoria del grupo de resistencia Anton Saefkow, de la Compañía Alfred Teves. Desde 1933 hasta 1944, hombres y mujeres alemanes lucharon de palabra y obra contra el régimen nacionalsocialista. En septiembre de 1944, más de 50 miembros fueron ejecutados en la prisión de Brandenburgo".
Berlín tiene calles que llevan el nombre de Bernhard Bästlein y Franz Jacob y una plaza que lleva el nombre de Anton Saefkow. También hay una calle con el nombre de Saefkow en Prenzlauer Berg.
Tanto Jacob como Bästlein tienen stolpersteine en Hamburgo.